# Bikini-Haus
Das Bikini-Haus  ist ein denkmalgeschütztes Gebäude an der Budapester Straße in der City West im Berliner Ortsteil Charlottenburg. Das Bikini-Haus ist Teil eines Bauensembles, das heute den Namen Bikini Berlin trägt, historisch hieß der Komplex Zentrum am Zoo. Hierzu gehörten noch das Hochhaus am Hardenbergplatz (auch Huthmacher-Haus oder DOB-Haus genannt), der Zoo Palast, das Kleine Hochhaus und die Parkgarage am Zoo.
Das Bikini-Haus beherbergt heute vor allem ein umfangreiches Einkaufszentrum und diverse gastronomische Angebote. Nördlich des Gebäudes mit begehbarer Terrasse befindet sich der Zoologische Garten. Südlich gegenüber dem Bikini-Haus liegt der Breitscheidplatz mit der Kaiser-Wilhelm-Gedächtniskirche; in Sichtweite befinden sich die Hochhäuser Zoofenster und Upper West.

## Namensherkunft
Der alte Name des Hauses bezieht sich zum einen auf die ursprüngliche Nutzung von Teilflächen als Produktionsstätte für Damen-Oberbekleidung (DOB). Diese Branche gehörte zu den führenden Industriezweigen der Wiederaufbaujahre in West-Berlin, im Bikini-Haus wurde an ca. 700 Nähmaschinen Konfektionsmode produziert. 
Zum anderen leitet sich der Spitzname von dem „Luftgeschoss“ ab, das die Geschäfte im Erdgeschoss und 1. Obergeschoss von den Produktionsstätten im 3. bis 5. Obergeschoss trennte und dem Gebäude so, einem Bikini ähnlich, eine zweiteilige Struktur gab („oben watt, unten watt und inner Mitte nüscht“). Das offene Bikini-Geschoss (das 2. Obergeschoss) wurde um 1978 geschlossen, um hier Räume für die Staatliche Kunsthalle Berlin zu schaffen.

## Geschichte
An der Stelle des Bikini-Hauses stand bis zur Zerstörung im Zweiten Weltkrieg ein zweigeschossiger Bau mit Läden, Gastronomiebetrieben und dem Kino Capitol am Zoo – ein Gebäudekomplex im Stil des Neuen Bauens, der Mitte der 1920er Jahre nach Entwurf des Architekten Hans Poelzig errichtet worden war.
Als Teil des neuen West-Berliner Zentrums am Zoo (City West) wurde das Bikini-Haus von 1955 bis 1957 nach Plänen der Architekten Paul Schwebes und Hans Schoszberger errichtet. Der langgezogene Hochbau mit sechs Geschossen hatte im Erdgeschoss eine offene, großzügig breite Kolonnade mit Ladenzeile. Die vier Treppenhäuser des Bikini-Hauses lagen, wie die Erschließungsstraße zur Belieferung der Produktionsstätten, auf der Rückseite des Baukomplexes.
Finanziert wurde das gesamte Bauprojekt durch Mittel aus dem Marshallplan und durch den Investor Jacques Rosenstein. An die ursprüngliche Bestimmung des Zentrums am Zoo erinnerte einst eine Inschrifttafel am Haus Budapester Straße 46:

„ZENTRUM AM ZOO 1956–1957 MIT GEGENWERTSMITTELN DER VEREINIGTEN STAATEN VON AMERIKA FÜR DIE BERLINER BEKLEIDUNGSINDUSTRIE ERRICHTET“

## Sanierung
Im März 2002 wurde das Gebäude an die Bayerische Hausbau verkauft. Am 2. Dezember 2010 begannen die von der Bayerischen Hausbau geplanten Umbauarbeiten zu einem Hotel-, Büro- und Einkaufskomplex. Der Masterplan für das Bikini Berlin stammt von dem belgischen Architekturbüro SAQ rund um den Künstler Arne Quinze und das von ihm gegründete Architekturbüro UAU collectiv (SAQ architects). Er sah ursprünglich die Öffnung des Bikini-Geschosses und die Aufstockung durch ein Penthouse-Geschoss auf dem Dach vor. Mit Detailplanung und Ausführung wurde das Münchner Architekturbüro Hild und K beauftragt, das auf Bauen im Bestand spezialisiert ist und den Entwurf von SAQ „baubar“ ausgearbeitet hat. 
Im Zuge der von 2010 bis 2013 durchgeführten, aufwändigen Baumaßnahme erfolgten massive Um-, Rück- und Erweiterungsbauten des Zentrums am Zoo. Davon ausgeschlossen war lediglich das 16-geschossige Hochhaus am Hardenbergplatz. Es wurde bereits 1985 klimatechnisch saniert, wobei alle originalen Fenster entfernt und der gesamte, ursprünglich in Sichtbeton ausgeführte Bau mit einer neuen, weißen Aluminiumblech-Fassade verkleidet wurde. Der Zoo-Palast wurde hingegen bis 2013 im Äußeren unter weitgehender Wahrung der geschützten Bausubstanz saniert, im Inneren vollständig umgebaut und hinsichtlich der Gebäudetechnik modernisiert. Die feierliche Eröffnung des Zoo Palasts fand im November 2013 statt. 
Das Bikini-Haus wurde während der Sanierung vollständig entkernt und bis auf das blanke Betontragwerk rückgebaut. Alle bauzeitlichen Fenster und Schaufenster, sowie alle originalen Fassadenelemente, wie beispielsweise die Opakglasfriese, wurden vollständig entfernt und durch Rekonstruktionen ersetzt. Ein ebenso massiver Eingriff in die Denkmalsubstanz erfolgte im Inneren und auf der zum Zoo-Gelände weisenden Rückseite des Gebäudes. So wurden beispielsweise alle Treppenhäuser und Erdgeschossbauten des Bikini-Hauses abgerissen und durch eine zweigeschossige Mall-Passage mit Terrasse ersetzt. Darüber hinaus wurde die Fassade an der Rückseite vollständig abgenommen und durch eine moderne Gestaltung ersetzt. Die Farbigkeit der rekonstruierten Fassade zur Budapester Straße wurde vorgefundenen Farbspuren nachempfunden.
Auch das Kleine Hochhaus wurde entkernt, alle bauzeitlichen Fenster durch Repliken ersetzt und auf der Zoo-Seite mit einer neuen Glasfassade versehen. Hier sind die grünen Farbfelder an der Straßenfassade, in Ermangelung von tatsächlichen Befunden am Denkmal, eine Erfindung der ausführenden Architekten. Die ebenfalls denkmalgeschützte Parkgarage am Zoo wurde vollständig rückgebaut und durch einen Parkhaus-Neubau mit umfangreichen Gewerbeflächen ersetzt. Die Parkgarage am Zoo war nicht nur der erste mehrgeschossige Neubau für den ruhenden Verkehr in Berlin nach dem Zweiten Weltkrieg, sondern auch eines der wenigen denkmalgeschützten Parkhäuser in Berlin.
Der überarbeitete und durch Zwischen- und Anbauten stark verdichtete Gebäudekomplex hat nunmehr eine Nutzfläche von rund 54.000 m². Vor dem Umbau wurde das Gebäude temporär auch als Theater genutzt. Im Kleinen Hochhaus entstand das Design-Hotel 25hours mit 149 Zimmern. Das rekonstruierte Bikini-Haus wurde am 3. April 2014 als Einkaufszentrum, als Concept Shopping Mall, wiedereröffnet.

## Zukunft des Huthmacher-Hauses
Im November 2018 wurde bekannt, dass das Huthmacher-Haus aufgrund fehlender Sicherheitsanforderungen und Sanierungswürdigkeit in den 2020er Jahren durch einen Neubau ersetzt werden soll, der 2024 eröffnen soll. Den Mietern wurde zum Jahresende 2020 bereits gekündigt. Vom geplanten Abriss des Hochhauses und Neubau an gleicher Stelle wurde nach dem Widerstand der Denkmalpflege abgesehen. Bis zum Jahr 2023 sollte das Hochhaus saniert werden.

## Galerie

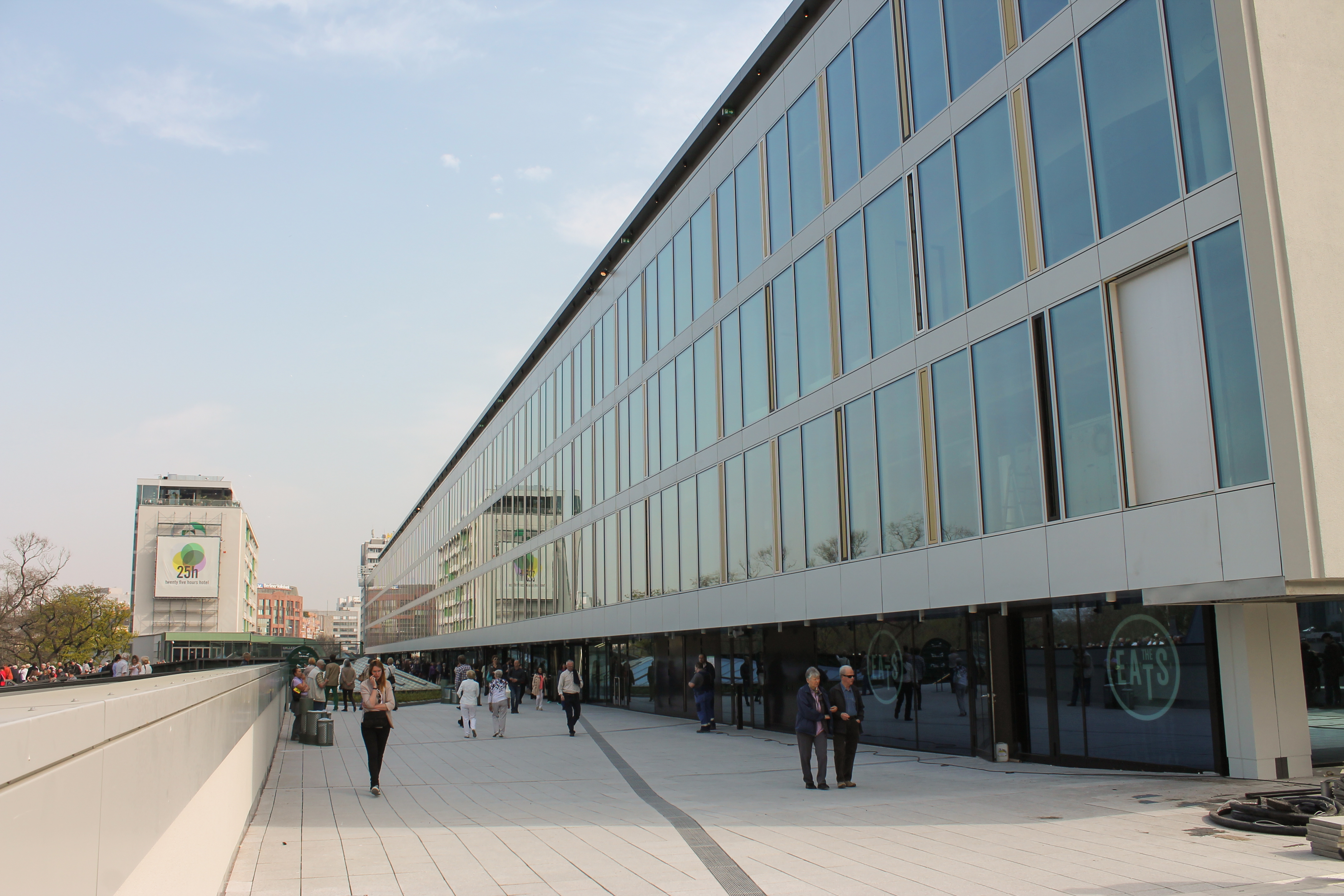
Rückseite mit dem Design-Hotel 25hours (links)
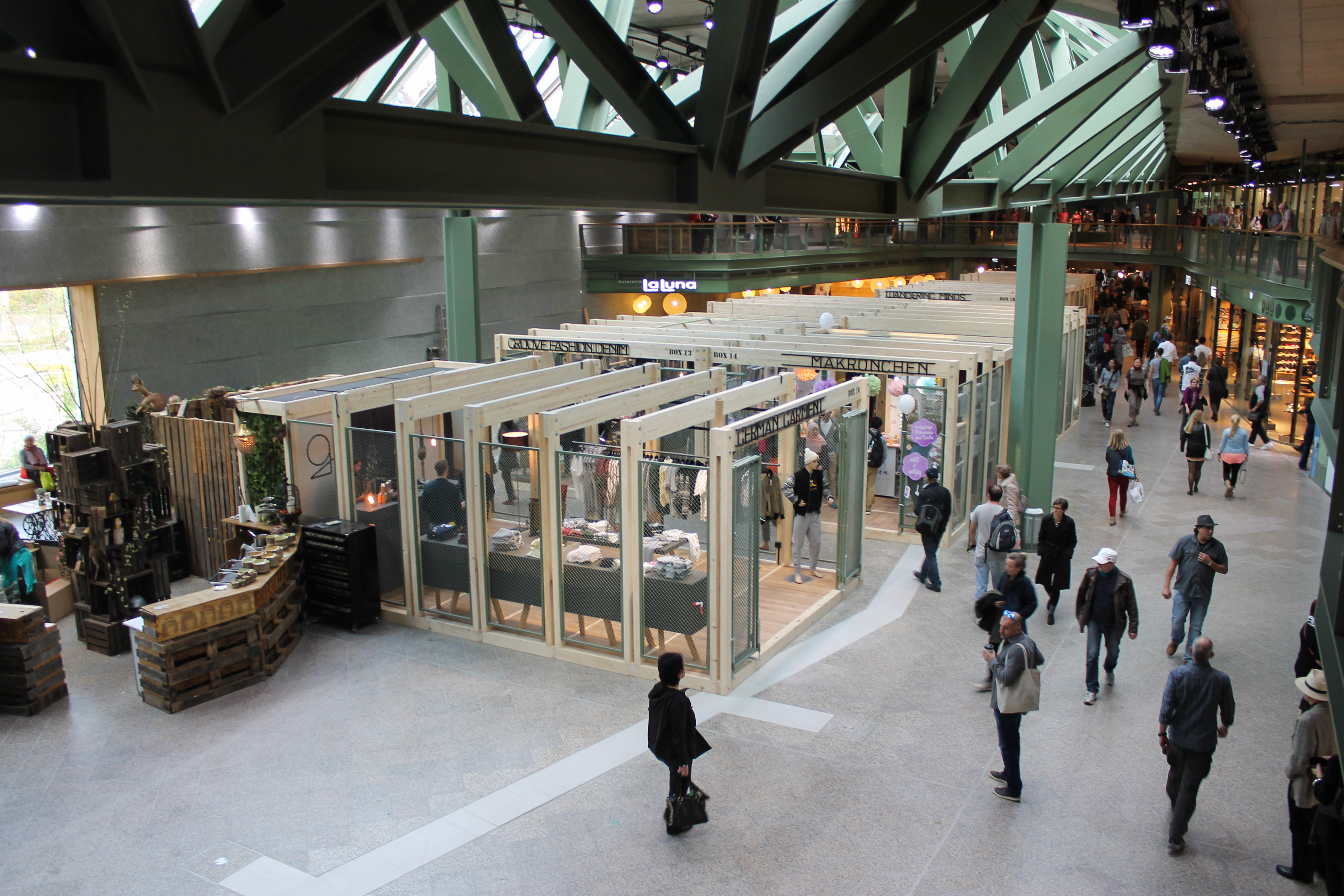
Shopping-Mall Bikini Berlin
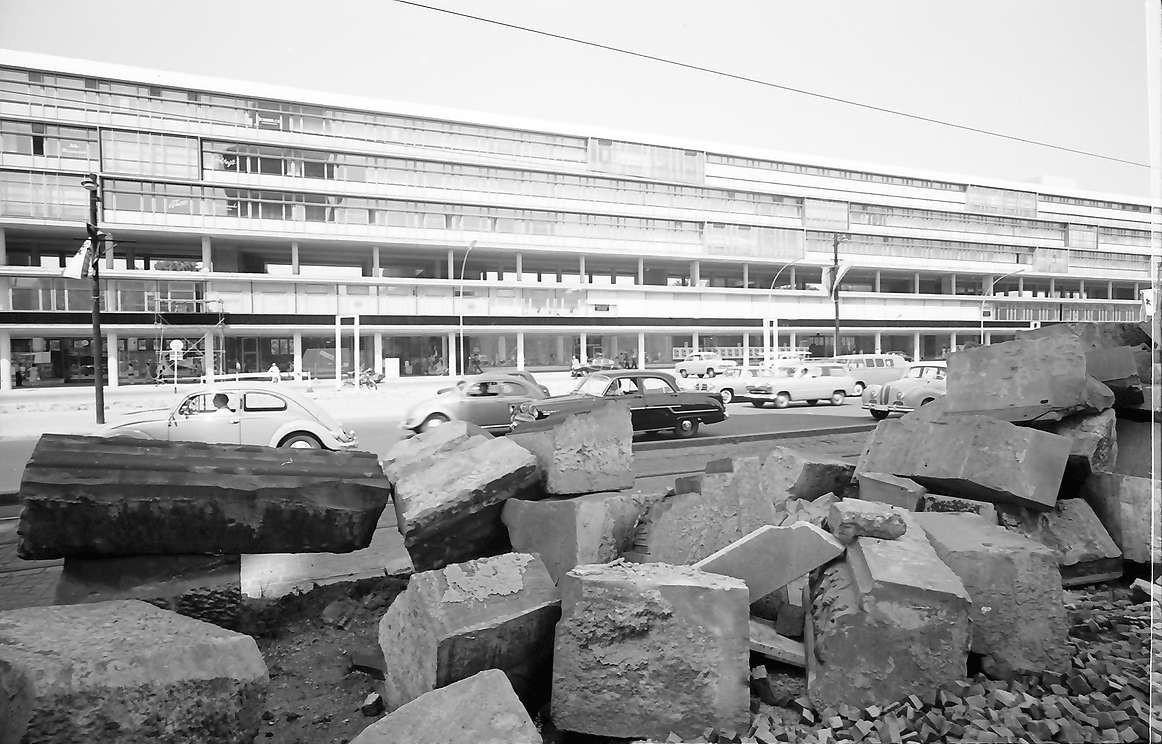
Südliche Fassade bald nach der Fertigstellung; Das offene „Bikini-Geschoss“ ist deutlich zu erkennen.
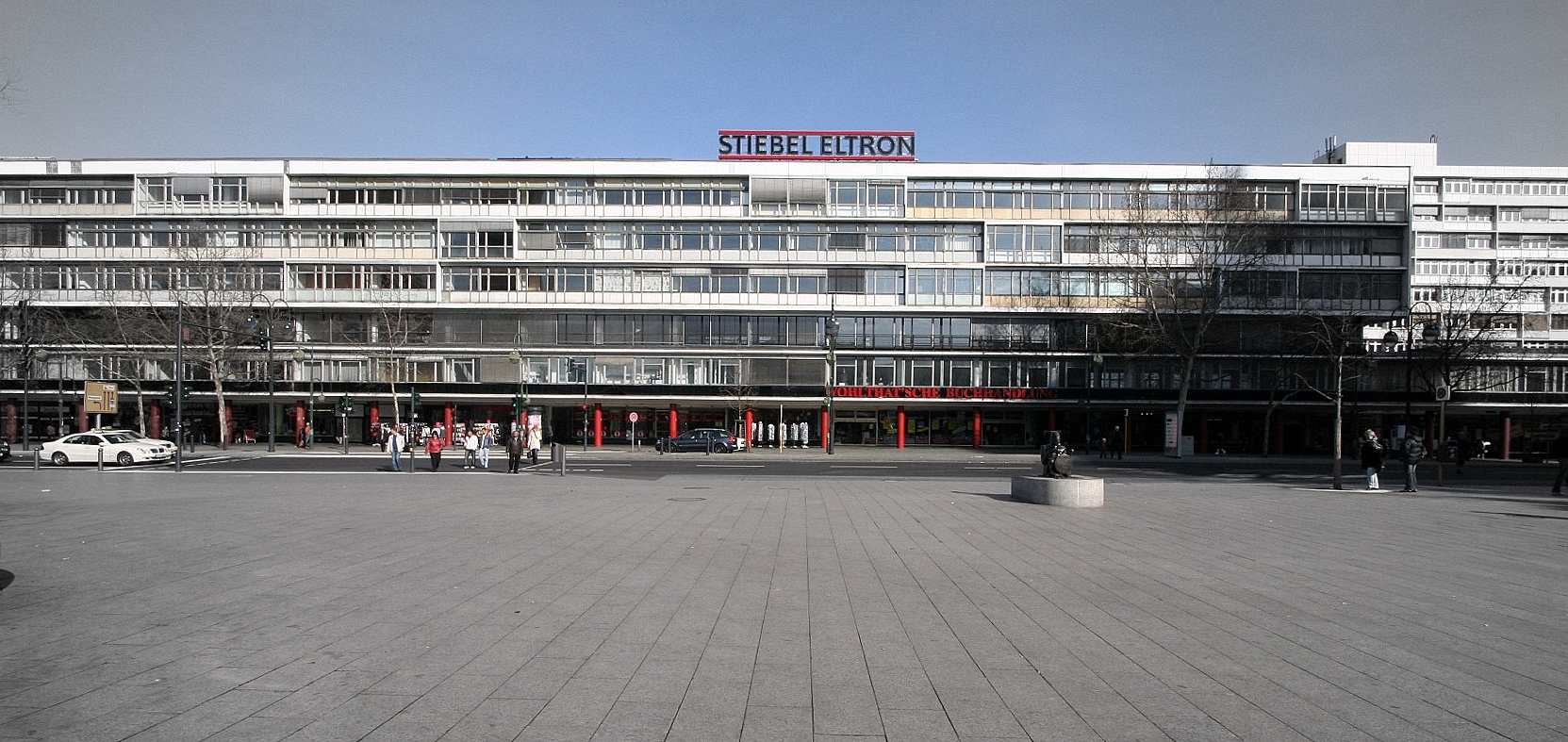
Südliche Fassade vor dem Umbau
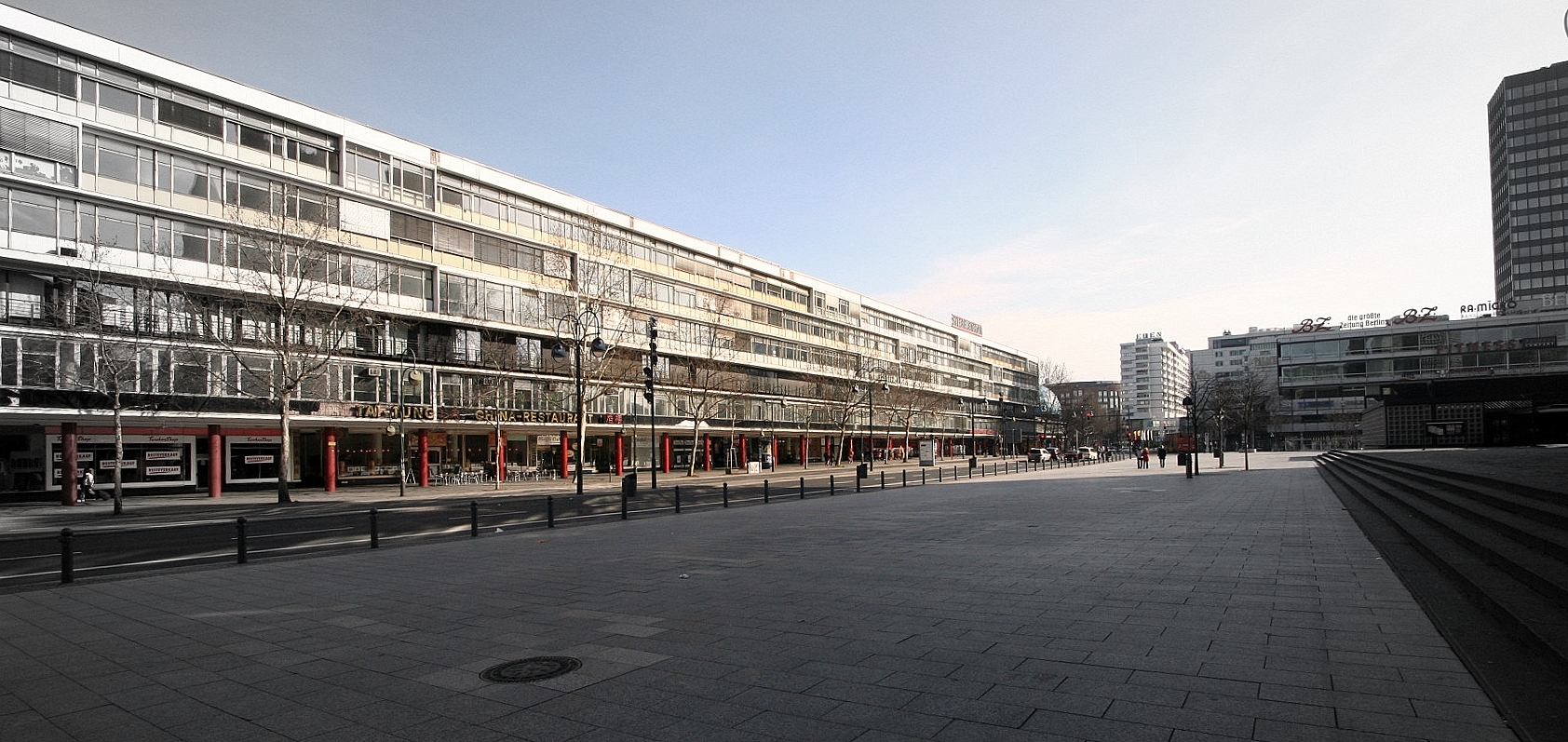
Vor dem Gebäude liegen der Breitscheidplatz und rechts das Europa-Center
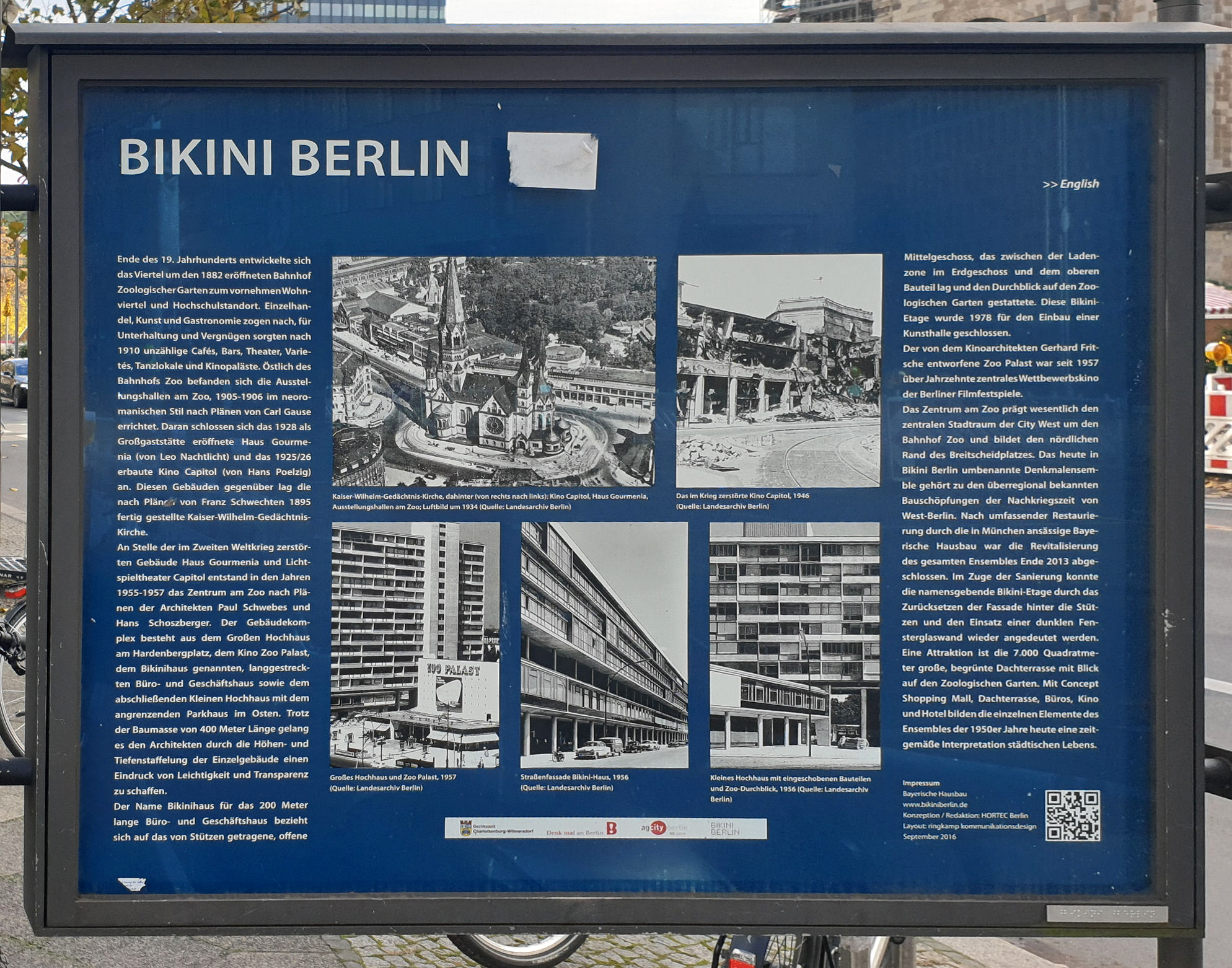
Gedenktafel an der Budapester Straße